# Emyr Huws
Emyr Wyn Huws (* 30. September 1993 in Llanelli) ist ein walisischer ehemaliger Fußballnationalspieler, der zwischen 2014 und 2017 für die walisische Nationalmannschaft spielte. Der 1,85 Meter große Mittelfeld- und Angriffsspieler stand zuletzt bei Ipswich Town unter Vertrag.

## Sportlicher Werdegang
Huws besuchte die walisischsprachige Secondary School „Ysgol y Strade“ in seiner Geburtsstadt und spricht daher fließend Walisisch. Er genoss eine fünfjährige Ausbildung in der Nachbarschaft bei Swansea City, bevor er 2009 zu Manchester City wechselte. Für Manchester kam er im Seniorenbereich aber bei einem FA-Cup-Spiel am 15. Januar 2014 zum Einsatz.
In der Saison 2012/2013 wurde er an den Viertligisten Northampton Town ausgeliehen, für den er zu zehn Einsätzen kam.
Die Saison 2013/2014 beendete er auf Leihbasis in der zweiten Liga bei Birmingham City und entging als Viertletzter knapp dem Abstieg. Zu Beginn der Saison 2014/15 wurde Huws an den Zweitligisten Wigan Athletic ausgeliehen, der ihn dann im September ganz übernahm und mit ihm als Vorletzter abstieg. In der Drittligasaison von Wigan kam er aber nicht zum Einsatz, sondern wurde im Austausch für Jordy Hiwula an den vormaligen Zweitliga-Konkurrenten Huddersfield Town ausgeliehen. Dort erzielte er mit fünf Toren mehr als doppelt so viele wie bei seinen vorherigen Vereinen insgesamt.
Im August 2016 wechselte er zu Cardiff City, kam dort aber nur zu drei Einsätzen, und wurde im Januar 2017 an Ipswich Town verliehen, wo er in der zweiten Saisonhälfte noch 13 Einsätze hatte, in denen er drei Tore erzielte. Zur Saison 2017/2018 erhielt er dann einen Vierjahresvertrag in Ipswich, hatte aber aufgrund einer Achillessehnenverletzung nur noch fünf Einsätze. Da er sich danach eine Knieverletzung zuzog, konnte er in der Folgesaison, in der Ipswich in die dritte Liga abstieg, nicht eingesetzt werden. Erst im August 2019 konnte er wieder mitspielen. Zum Ende der Saison 2020/21 endete sein Engagement in Ipswich.
Am 15. Januar 2022 erhielt er einen Vertrag bis zum Saisonende beim englischen Viertligisten Colchester United.
Am 19. Dezember 2023 gab er sein Karriereende bekannt.

## Nationalmannschaft

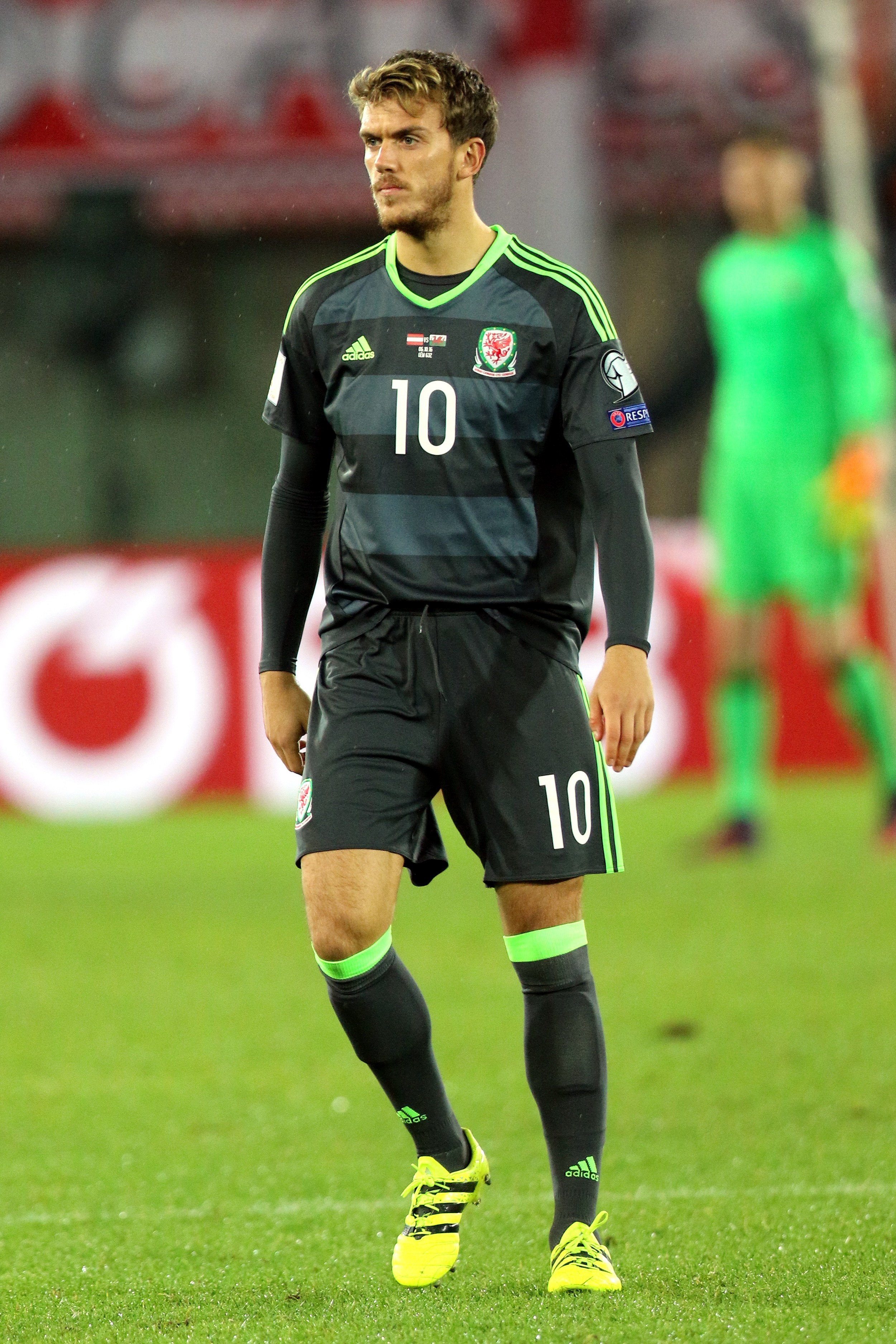
Huws im Trikot der Nationalmannschaft am 6. Oktober 2016 in Österreich

Huws spielte zweimal für die U-19-Mannschaft in der ersten Qualifikationsrunde für die U-19-Fußball-Europameisterschaft 2012, in der Wales alle Spiele verlor. 2012 bestritt er kurz vor seinem 19. Geburtstag das letzte Spiel in der Qualifikation für die U-21-EM 2013 für die U-21-Mannschaft und verlor mit 0:5 gegen Tschechien. Die Qualifikation war zu dem Zeitpunkt aber schon zu Gunsten der Tschechen entschieden. 2013 kam er dann noch bei den ersten vier Spielen der Qualifikation für die U-21-Fußball-Europameisterschaft 2015 zum Einsatz und erzielte am 14. August 2013 beim 1:5 im Heimspiel gegen Finnland sein erstes Länderspieltor.
Finnland war dann auch drei Monate später erster Gegner eines Länderspiels der A-Nationalmannschaft, zu dem er eingeladen, aber nicht eingesetzt wurde. Erstmals zum Einsatz kam er am 5. März 2014 beim Freundschaftsspiel gegen Island das mit 3:1 gewonnen wurde. Er wurde über 90 Minuten eingesetzt. Auch in den beiden folgenden Spielen kam er zum Einsatz, darunter dem ersten Spiel in der Qualifikation für die EM 2016 im September 2014, dem ersten Spiel der Waliser gegen Andorra, allerdings erst in der vierten Minute der Nachspielzeit.  Danach wurde er in den nächsten 14 Monaten in neun Spielen nur einmal eingewechselt, aus taktischen Gründen in der fünften Minute der Nachspielzeit beim torlosen Remis gegen Belgien. Er wurde aber im Oktober 2015 zum Spiel gegen Bosnien und Herzegowina sowie dem Rückspiel gegen Andorra eingeladen wurde. So konnte er auch nur einen sehr geringen Beitrag zur ersten erfolgreichen EM-Qualifikation der Waliser leisten. Erst danach kam er bei zwei Freundschaftsspielen im November 2015 und März 2016 zum Einsatz und erzielte beim 2:3 gegen die Niederlande am 13. November 2015 vierzehn Minuten nach seiner Einwechslung sein erstes A-Länderspieltor zum zwischenzeitlichen 2:2.
Am 9. Mai 2016 wurde er in den vorläufigen Kader für die EM 2016 berufen, mit dem am 23. Mai ein Trainingslager in Portugal begann. Er wurde dann aber letztlich nicht für den endgültigen Kader berücksichtigt.
In der nach der EM begonnenen Qualifikation für die WM 2018 wurde er in den ersten drei Gruppenspielen und dann noch einmal im Juni 2017 eingewechselt. Als Zweite hinter Serbien waren die Iren für die Play-offs der besten Gruppenzweiten qualifiziert, scheiterten dann aber gegen die Dänen. Aufgrund seiner Verletzungen wurde er nicht wieder berücksichtigt.